# Bahnriss
Unter einem Bahnriss versteht man bei Druckmaschinen, vorzugsweise im Rollendruck, oder in der maschinellen Papierherstellung die ungewollte Trennung der Papierbahn quer zur Maschinenlaufrichtung.
Wenn dieser Fall eintritt, muss die Druckmaschine sofort angehalten werden, da das einlaufende Ende der Bahn dazu neigt, sich durch Klebewirkung auf verschiedene Walzen der Druckwerke aufzuwickeln. Dies kann zu verschiedenen Maschinenschäden, angefangen von der Zerstörung der Druckform, über Lagerschäden bis hin zum Maschinenbruch führen.

## Bahnrisskontrolle
Um diese Schäden auszuschließen, sind die heutigen Maschinen, in der Regel zwischen jedem Druckwerk, mit einer optischen Bahnrisskontrolle (Lichtschranke) ausgestattet. Nach dem Einzugswerk, sowie nach dem letzten Druckwerk, werden außerdem sog. Fangwalzen eingesetzt, die im Falle eines Bahnrisses die Papierbahn aufwickeln und so aus den Druckwerken ziehen.
Dieser Vorgang ist bei Maschinengeschwindigkeiten von bis zu 60.000Ex/h sehr schnell.

## Bahnspannung
Ursache des Bahnrisses ist häufig eine zu geringe Bahnspannung, die zum Flattern der Bahn führt. Hauptursache für Bahnspannungsprobleme ist das Feuchtmittel (Alkohol/Wasser-Gemisch bei Offsetmaschinen) bzw. die Druckfarbe (vorrangig Tiefdruckmaschinen), die zum Quellen des Papiers und somit Bahnlängung führen. Bei Folien ist es hauptsächlich ein Relaxationseffekt, der zur nachlassenden Bahnspannung führt. Auch Fehler im Papier sind oft eine Ursache für den ersten Anriss. An sehr schnell laufenden Rollenmaschinen und bei zu geringer Luftfeuchte treten auch elektrostatische Aufladungseffekte auf, die ein „Ankleben“ der Bahn und somit die Rissneigung fördern.

## Bedruckstoffrolle
Weitere mögliche Ursachen von Bahnrissen können Papierfehler sein, das heißt seitliche Beschädigungen in der Rolle, Beschädigungen der Rolle durch Fremdkörper (z. B. ein Nagel oder eine Schraube, über die die Rolle beim Versand oder im Lager rollte) oder Maschinenkleber, die in der Papierherstellung entstehen.
Auch können Bahnrisse nach dem Rollenwechsel erfolgen. Dies kann unterschiedliche Ursachen haben: Mangelnde oder zu hohe Tänzerspannung oder nachlässig ausgeführte Klebungen an der neuen Rolle.
Außerdem entstehen viele Bahnrisse durch eine unterschiedliche Feuchte in der Papierbahn. So hat eine Rolle, die aus der Mitte einer Papierbahn bei der Herstellung stammt, ein komplett anderes Dehnverhalten als eine „Randrolle“. Beim Verdrucken dieser Rollen sollte man darauf achten, dass diese entsprechend sortiert werden, diese Maßnahme erleichtert Druckern die Arbeit und vermeidet in der Regel unnötige Makulatur, die sonst nach jedem Rollenwechsel entsteht.

## Papierfertigung
Der Bahnriss oder Bahnabriss tritt auch bei der Papierfertigung in der Papiermaschine auf. Dort ist im Allgemeinen eine zu hohe Bahnspannung (z. B. durch fehlenden oder zu geringen Gleichlaufausgleich bei der Bahntrocknung) die Ursache für den Anriss.

## Ausstellung
Das Deutsche Buch- und Schriftmuseum der Deutschen Nationalbibliothek in Leipzig zeigte vom 19. Februar bis 2. Oktober 2016 die Ausstellung »Bahnriss?! Papier | Kultur«. Der technische Störfall wird zur Metapher für die Entkoppelung von Papier und Kultur im digitalen Zeitalter. Als virtuelle Ausstellung der Deutschen Digitalen Bibliothek ist aus der temporären Ausstellung ein dauerhaftes Angebot geworden.